# Во чреве кита
«Во чреве кита» (англ. Whalefall) — будущий американский триллер режиссёра Брайана Даффилда. Экранизация одноимённого романа Дэниела Крауса. Главную роль исполнил Остин Абрамс.

## Сюжет
Аквалангист, ищущий останки своего отца в океане, оказывается проглочённым кашалотом, после чего у него остаётся всего час, чтобы найти способ выбраться.

## В ролях
- Остин Абрамс — Джей Гарднер
- Джош Бролин — Митт Гарднер
- Элизабет Шу
- Джон Ортис
- Джейн Леви
- Эмили Радд

## Производство
В августе 2023 года, незадолго до публикации книги, компания Imagine Entertainment объявила о заключении специальной сделки на экранизацию романа Whalefall. В марте 2024 года студия 20th Century Studios приобрела права на кинопрокат фильма, Брайан Даффилд стал режиссёром и соавтором сценария. В следующем году Остин Абрамс получил главную роль, а Джош Бролин начал переговоры о вступлении в проект. В июне Бролин был утверждён на роль, в актёрский состав также вошли Элизабет Шу, Джон Ортис, Джейн Леви и Эмили Радд.
Производству фильма был предоставлен налоговый кредит для съёмок в Калифорнии, начало съёмок было запланировано на 9 июня 2025 года. Оран Мортон стал оператором, ранее он уже работал с Даффилдом над его фильмом «Никто тебя не спасёт». Отдельные сцены снимались на полуострове Монтерей 17 июня.